# Чжан Яньмин
Чжан Юнми́н (кит. упр. 张永明; 1956 — 10 января 2013) — китайский серийный убийца, каннибал, был обвинён в 11 убийствах, подозревался в 17. Убивал и продавал мясо своих жертв, сохраняя глазные яблоки в винных бутылках.

## Преступления
Был приговорён к смертной казни за убийство в 1979 году, но позже приговор был заменён 20-летним сроком лишения свободы и Чжан вышел в сентябре 1997 года проведя 18 лет в тюрьме. Серию убийств начал в 2008 году. Совершал убийства в деревне Нанмен провинции Юньнань, в которой проживал. Убивал в основном молодых людей и несовершеннолетних, продавал их мясо через магазин, выдавая его за мясо страусов, часть скармливал трём своим собакам. Получил прозвище «Монстр-каннибал».

## Арест
Был пойман в возрасте 56 лет. При обыске у Чжана полиция обнаружила телефон, банковские карты, глазные яблоки в бутылках из-под вина и куски человеческой плоти, развешенные для сушки. Полиция подозревала его в совершении 17 убийств.

## Суд и казнь
В ходе судебного разбирательства подсудимый не раскаялся в содеянном и отказался приносить извинения. Суд вынес смертный приговор обвиняемому и вынес приказ об увольнении со своих должностей около 20 представителей местных органов правопорядка, в том числе местного начальника полиции Чжао Хуюня. Чжан Юнмин был казнён 10 января 2013 года в возрасте 57 лет за убийство 11 человек.